# Teatro español de la segunda mitad del siglo XX
El teatro español de la segunda mitad del siglo XX engloba varios fenómenos de la dramaturgia nacional con identidad propia; en orden cronológico: el teatro de posguerra, el teatro independiente (casi contemporáneo del teatro experimental), y el teatro de la Transición. Evolucionó desde las angustias existenciales a las inquietudes sociales, y durante casi cuarenta años tuvo como implacable rival a la censura. Uno de los logros importantes del periodo fue poner en escena con dignidad las propuestas más ambiciosas de los dramaturgos más señalados de los cincuenta años anteriores: García Lorca y Valle-Inclán. Entre los mayores hándicaps, el teatro tuvo que superar, sin conseguirlo, la competencia creciente del cine y la teatralidad superior de espectáculos como los Juegos Olímpicos de Barcelona 1992 o la Exposición Universal de Sevilla (1992).

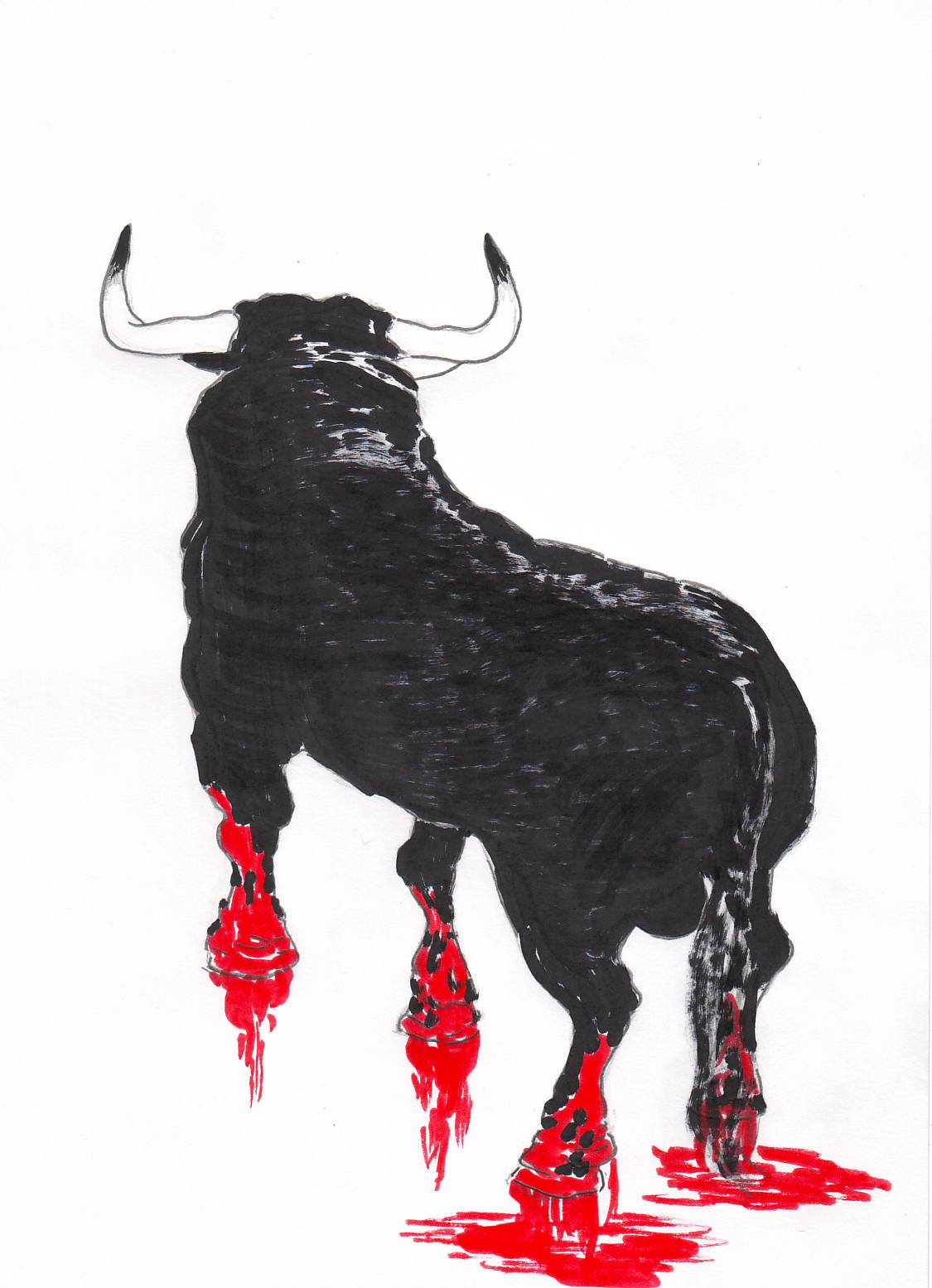
Alegoría del teatro español contemporáneo, el espíritu de Bodas de sangre convertido en "fiesta nacional".

## La "Generación realista"
Se ha aceptado a Antonio Buero Vallejo y Alfonso Sastre, como referentes de la dramaturgia de la segunda mitad del siglo XX. A la sombra de ambos autores surgieron, a partir de la segunda mitad de la década de 1950, diversos dramaturgos, encabezados por Lauro Olmo y José Martín Recuerda, a los que se agrupó bajo la denominación de «Generación realista», si bien poco o nada tenían que ver con el realismo y, como título generacional, fue rechazado por la mayoría de sus supuestos integrantes. Algunos autores de esta "generación realista" prefirieron apellidar su realismo, así por ejemplo: Sastre, realismo social; Buero, realismo simbolista; Carlos Muñiz, realismo expresionista; Alfredo Mañas y Lauro Olmo, realismo popular; Martín Recuerda y el primer Gómez Arcos, realismo poético (o ibérico); quedando sin apellido otros como: Rodríguez Méndez, Ricardo López Aranda, Antonio Gala, Jaime Salom, etc. Muchos de ellos, pero no todos, se mantuvieron al margen de los experimentos vanguardistas y del teatro del absurdo.
En ese mismo periodo, y como ocurrió en épocas pasadas, muchos empresarios continuaron apoyando un teatro de evasión, amable y superficial. Entre los más favorecidos en esa línea estuvieron Ana Diosdado y Juan José Alonso Millán, cuyas "comedias de bulevar" iniciadas en la década de 1960 siguieron haciendo taquilla en los setenta y los ochenta.

## Teatro experimental
Muy avanzada la década de los sesenta comenzó a desarrollarse un teatro con intención experimental y vanguardista. En distintos grados -y con diferente fortuna- propusieron sus investigaciones: Fernando Arrabal, que había iniciado su carrera en el exilio, Francisco Nieva, que llegó a alcanzar notables éxitos a partir de 1975, y Miguel Romero Esteo, un profesor cordobés afincado en Málaga.
Los pupilos de ese teatro experimental, catalogados por Georges E. Wellwarth, en su Spanish Underground Drama (Teatro de protesta y paradoja), fueron: José Ruibal, Antonio Martínez Ballesteros y José Bellido (como cabezas de serie); Luis Riaza, Alfonso Vallejo, Juan Antonio Castro, Jerónimo López Mozo, Manuel Martínez Mediero, Luis Matilla, Ángel García Pintado, Miguel Rellán, Eduardo Quiles; los exiliados José Guevara y Martín Elizondo; además de una nutrida representación de autores del círculo catalán, entre ellos: Joan Brossa, Jordi Teixidor Martínez, Josep Maria Benet, Baltasar Porcel, Ricard Salvat, Manuel de Pedrolo, Xavier Romeu, Joan Soler, Joan Colomines, Feliu Formosa, Maria Aurèlia Capmany... La lista de Wellwarth es más larga y posteriormente se ha considerado tendenciosa.

### Características
Algunos estudios críticos proponen que los autores o dramaturgos del llamado teatro experimental coinciden en algunas características generales como:
1. nunca tuvieron conciencia de formar un grupo homogéneo
2. pretendieron ofrecer una visión crítica de diversos aspectos, morales, sociales y políticos, del mundo contemporáneo;
3. se sirvieron, en la mayor parte de los casos, de procedimientos alegóricos, simbólicos y connotativos, muchas veces crípticos y de difícil interpretación;
4. el afán de dar a sus obras una dimensión universal, los llevó, más de una vez, a convertir a sus personajes, despojados de rasgos psicológicos individualizadores, en encarnaciones de ideas abstractas como el poder, la dictadura, la opresión, etc.;
5. puede advertirse en su teatro influencias de Brecht, Piscator, Artaud, Grotowski, del surrealismo, del expresionismo, del teatro del absurdo, sin abandonar las raíces de una tradición dramática española que va desde el entremés y los autos sacramentales hasta el esperpento, la tragedia grotesca, el género chico y el amplio espectro del teatro de variedades.

## Grupos independientes

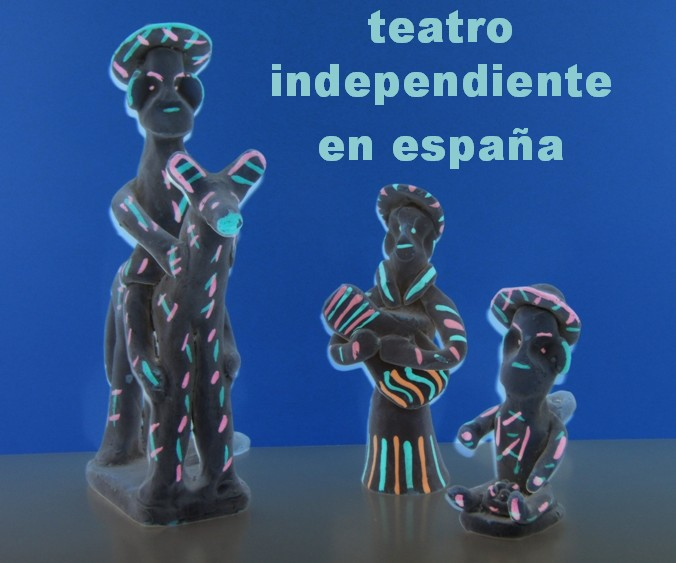
T.I.E.

A lo largo de la década de 1960 surgen también numerosos grupos independientes como Els Joglars, Los Goliardos, Tábano, Comediants, La Cuadra de Sevilla y un largo etcétera. A los que se sumaron, a comienzos de los 70, Ditirambo Teatro Estudio, dirigido por Luis Vera Pró, y otros grupos.

### Características
1. Investigación del lenguaje dramático.
2. Coherencia ideológica y estética.
3. Participación colectiva y búsqueda de la calidad.
4. Utilización de la experiencia de cada representación como base autocrítica de recreación de temas y objetivos.
5. Enfrentamiento al régimen político existente.
6. Autogestión, cooperativismo y rechazo del teatro comercial.
7. El objetivo descentralizador de llegar a públicos más amplios y de conseguir la participación de los espectadores, los llevó también a apropiarse de técnicas propias de la farsa, la pantomima, el teatro de títeres, el circo, el cabaret y la comedia musical.[nota 3]

### Primer actoy Monleón
Ya en el siglo XXI, se ha reconocido la labor personal del crítico Pepe Monleón en la coordinación y orientación del fenómeno del teatro independiente español. Especialmente valiosa ha sido su gestión en la dirección de la revista Primer Acto, como difusor, analista y en ocasiones consejero de grupos independientes como Teatro Estudio Lebrijano, La Cuadra de Sevilla, Tábano, Los Goliardos, Comediants, Els Joglars, Esperpento o el TEI. También se le considera uno de los secretos responsables de la presencia del teatro independiente en el marco internacional. Otras publicaciones interesantes de este periodo fueron Pipirijaina, Yorick y El Público, todas ellas desaparecidas.

## Retorno del exilio

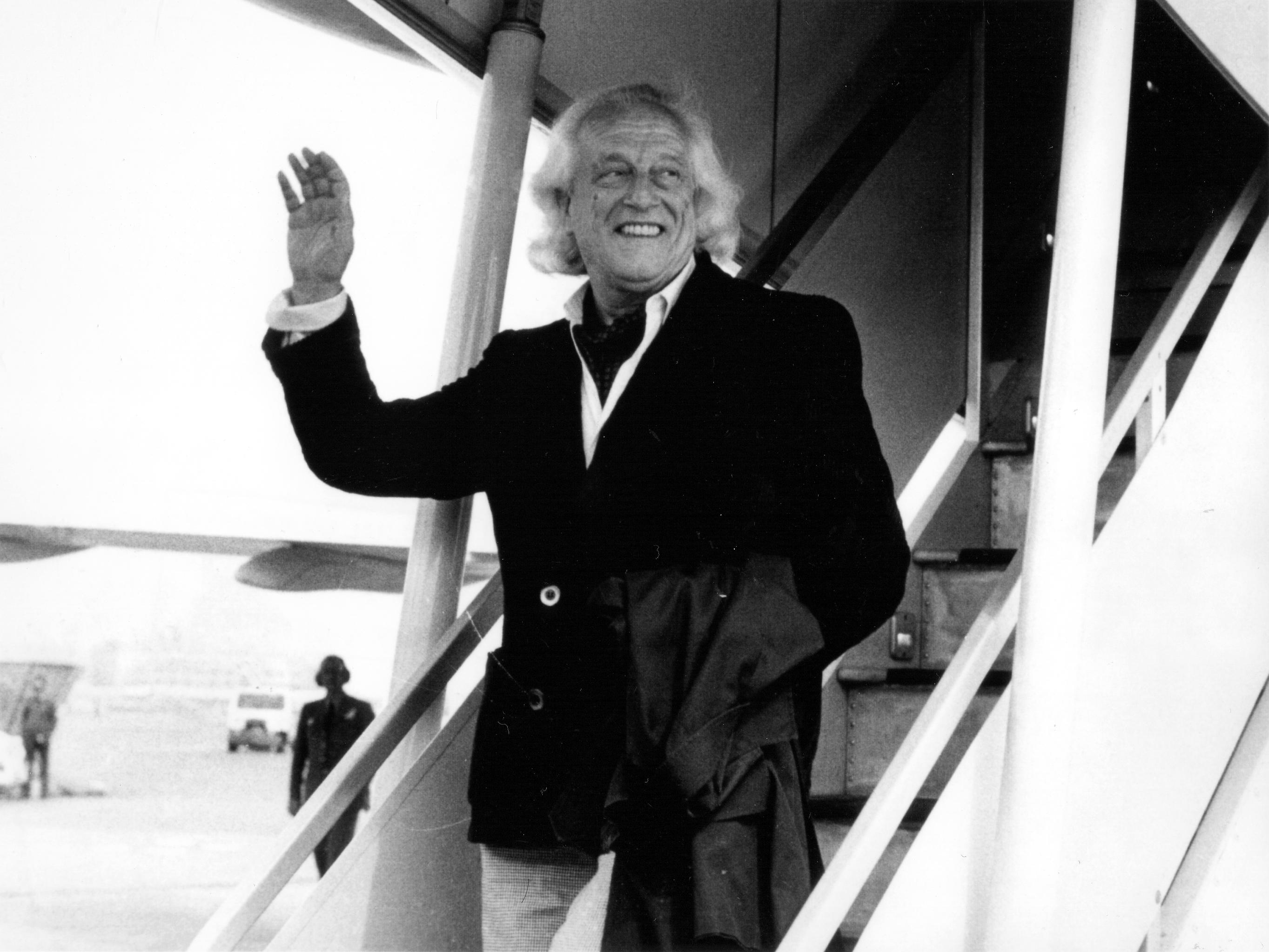
El poeta y dramaturgo Rafael Alberti, descendiendo del avión en el aeropuerto de Madrid-Barajas en 1977.

Los dramaturgos españoles que, al terminar la guerra o en épocas posteriores, se exiliaron (Max Aub, León Felipe, Pedro Salinas, José Bergamín, Jacinto Grau, Rafael Dieste, etc.) permanecieron, en general, alejados de los escenarios españoles. Su teatro, exceptuando los casos de Alejandro Casona, Rafael Alberti y sobre todo Federico García Lorca, pasó al olvido tras esporádicos intentos de recuperación.

## Teatro institucional
A partir de 1975, al compás de los cambios sociopolíticos en España, el teatro se vio favorecido por diversos factores:
1. la desaparición de la censura franquista;
2. las subvenciones de la Administración Central y de los gobiernos de las comunidades autónomas;
3. la creación de un Centro de Documentación Teatral (1983) y de un Centro Nacional de Nuevas Tendencias Escénicas (1984), sustituyendo a los Teatros Nacionales instaurados en el periodo anterior;
4. y como consecuencia de todo ello: la revitalización y desarrollo de Escuelas de Arte Dramático, Festivales de Teatro y, al menos en un principio, creación de editoriales y revistas especializadas en el fenómeno dramático.

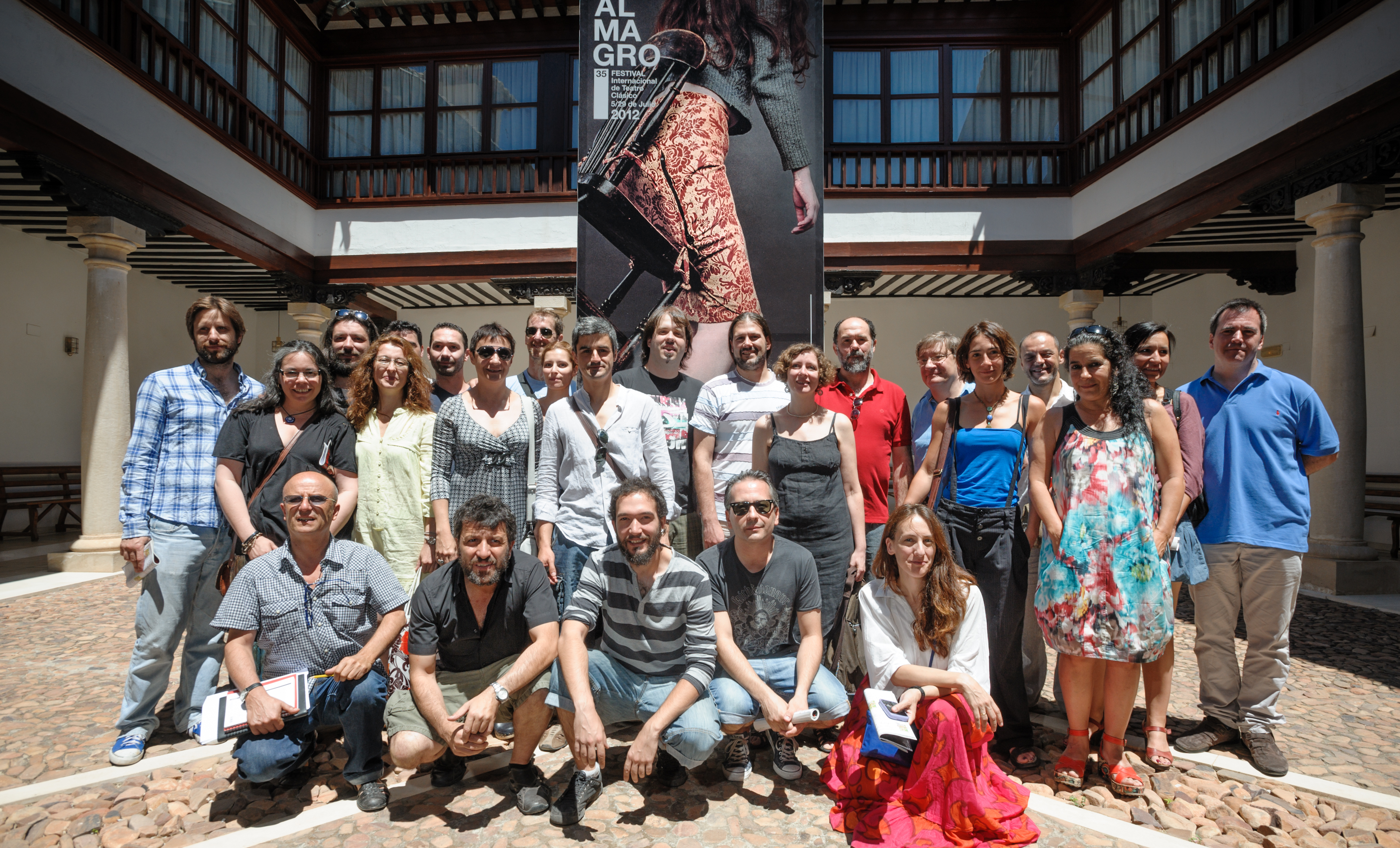
El elenco de La vida es sueño, en el montaje de la Compañía Nacional de Teatro Clásico.

Sin embargo, el esperado florecimiento teatral no se produjo. La invisibilidad del teatro español (fruto de las circunstancias políticas en el tercio central del siglo XX) pasó a una visibilidad autosatisfecha, aún más dañina, generadora de cantidad antes que calidad, vendedora de "vanguardismos coyunturales posmodernos" y que, finalmente, sustituyó la explosiva necesidad de expresión de los años sesenta por el vicio de expresarse con pretensiones artísticas.
Quizá, las tareas más fructíferas de la gestión de las instituciones, tanto a nivel nacional como autonómico, fueron, antes que productoras, reproductoras; es decir, estancada la creatividad y consentida la autosuficiencia, se le dedicó especial atención a lo más valioso de la historia pasada y reciente del teatro español. Los Festivales de Teatro Clásico, generosamente subvencionados, pudieron promocionar a nivel internacional las mejores páginas de los clásicos.
Y aún más valiosa resultó la tarea del Centro Dramático Nacional, incentivando la participación de profesionales de muy diferentes categorías teatrales en la puesta en escena de una selección de obras singulares, no solo de autores españoles sino de carácter universal. Escritores, actores, escenógrafos, diseñadores de vestuario o figurinistas, fueron admitidos en la élite de los directores de escena consiguiendo resultados originales y sorprendentes. Pueden citarse como ejemplo los montajes de:
- Bodas de sangre, de Federico García Lorca, dirigida por José Carlos Plaza en 2009, (coproducida con el Centro Andaluz de Teatro).
- Divinas palabras, de Valle-Inclán, dirigida por Gerardo Vera en 2006, con Julieta Serrano y Alicia Hermida en escena.
- Doña Perfecta, de Benito Pérez Galdós, adaptada y dirigida por Ernesto Caballero de las Heras (2012).
- Ejercicio para equilibristas, de Luis Matilla, dirigida por Juan Margallo, ambos procedentes del teatro independiente, en 1982.
- La Buena Persona de Sezuan, de Bertolt Brecht, en versión de Jesús Munárriz y dirección de Luis Blat (2006).
- Las criadas, de Jean Genet y adaptación de Armando Moreno (reposición en 1984 del montaje de Víctor García en 1969 y con el mismo reparto: Núria Espert, Julieta Serrano y Mayrata O'Wisiedo).
- Perséfone, del grupo Comediants, en 2011.
- Yerma, de Federico García Lorca, dirigida por Miguel Narros en 2013, con música de Enrique Morente.

## Teatro en la Transición
De los dramaturgos vinculados a la corriente social, más o menos realista, que iniciaron su carrera en décadas precedentes, solo Antonio Buero Vallejo, Alfonso Sastre y Antonio Gala mantuvieron una presencia continuada en los escenarios.
Por su parte, autores del teatro experimental que proliferó entre 1968 y 1975, como Joan Brossa, Alfonso Vallejo, José Ruibal, Luis Riaza, algunos de ellos temporalmente exiliados, tuvieron grandes dificultades para dar a conocer sus producciones.
De entre los autores que iniciaron o consolidaron su carrera en estos años de transición, algunos como Álvaro del Amo o Vicente Molina Foix permanecieron fieles a procedimientos vanguardistas e innovadores; otros, como Fermín Cabal, Fernando Fernán Gómez, Jesús Campos García y José Sanchís Sinisterra, mezclaron técnicas innovadoras con esquemas tradicionales del sainete, la farsa, el esperpento, la comedia de costumbres, el drama naturalista y el realismo poético y fantástico.

### Dramaturgos ocasionales
Sería casi interminable la lista de novelistas, ensayistas, periodistas y todo tipo de intelectuales que tarde o temprano han ejercido la dramaturgia. Como muestra, quizá aleatoria, cabe anotar los nombres de Carmen Martín Gaite, Eduardo Mendoza, Miguel Delibes, Javier Tomeo o Fernando Savater. Algunos de ellos aportaron propuestas originales, y en el caso de los literatos abundaron las adaptaciones dramáticas de su propia producción.

## Spanish performance

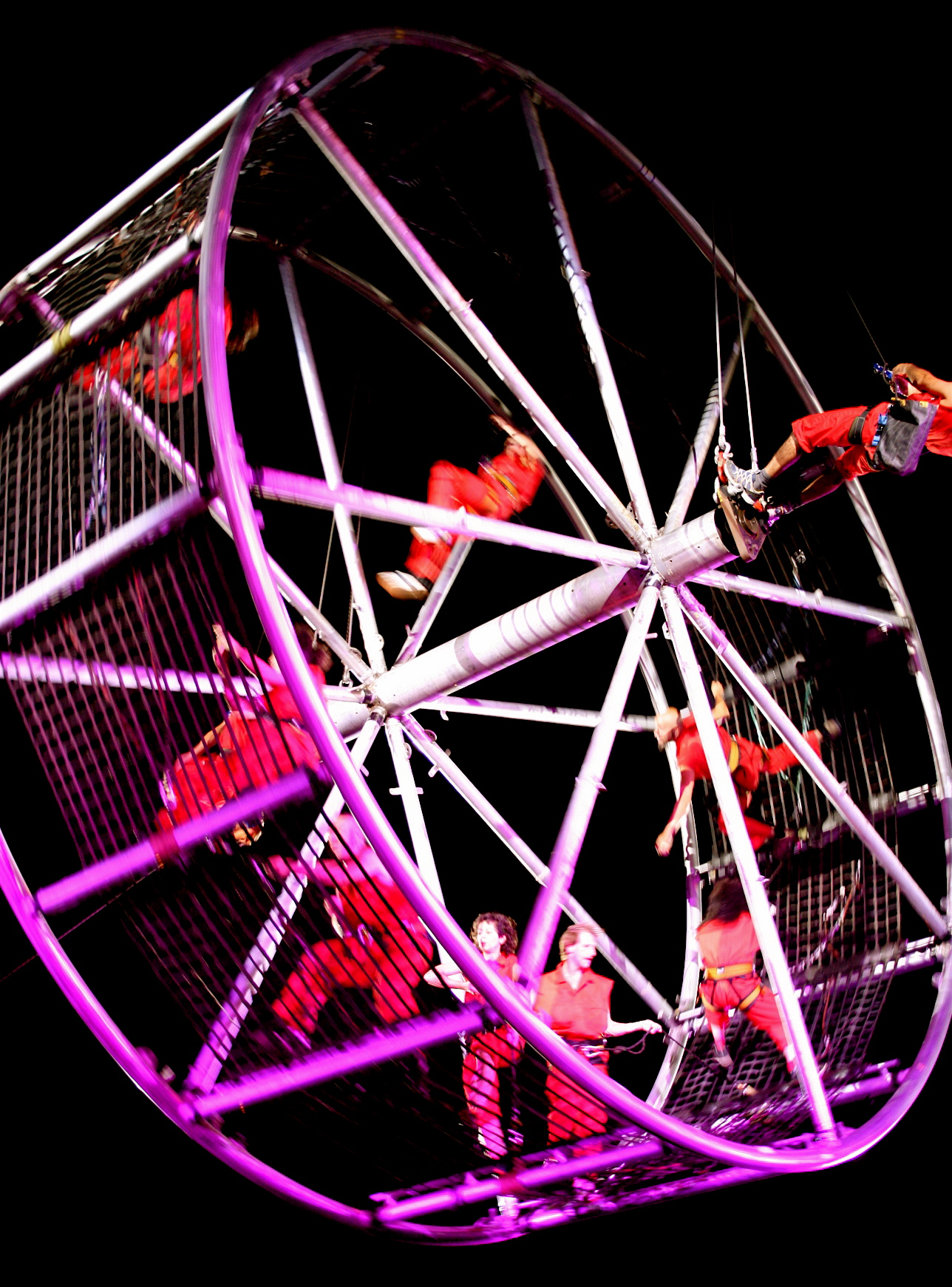
La Fura dels Baus, en el Festival de Singapur (2007).

Las mejores apuestas, como un eco del teatro independiente, las pusieron en marcha compañías jóvenes con una nueva dimensión teatral. Por fin, veinte años después, la sombra del teatro como espectáculo total y ejercicio de provocación consiguió calar en España. Entre los mejores representantes de esta vertiente del teatro experimental, hay que citar al colectivo catalán La Fura dels Baus, activo desde 1979; sus impresionantes montajes parten, según su propia definición, de un planteamiento de teatro urbano popular (o teatre de fricció) que busca un espacio escénico distinto del tradicional.

## "Generación de los 80"

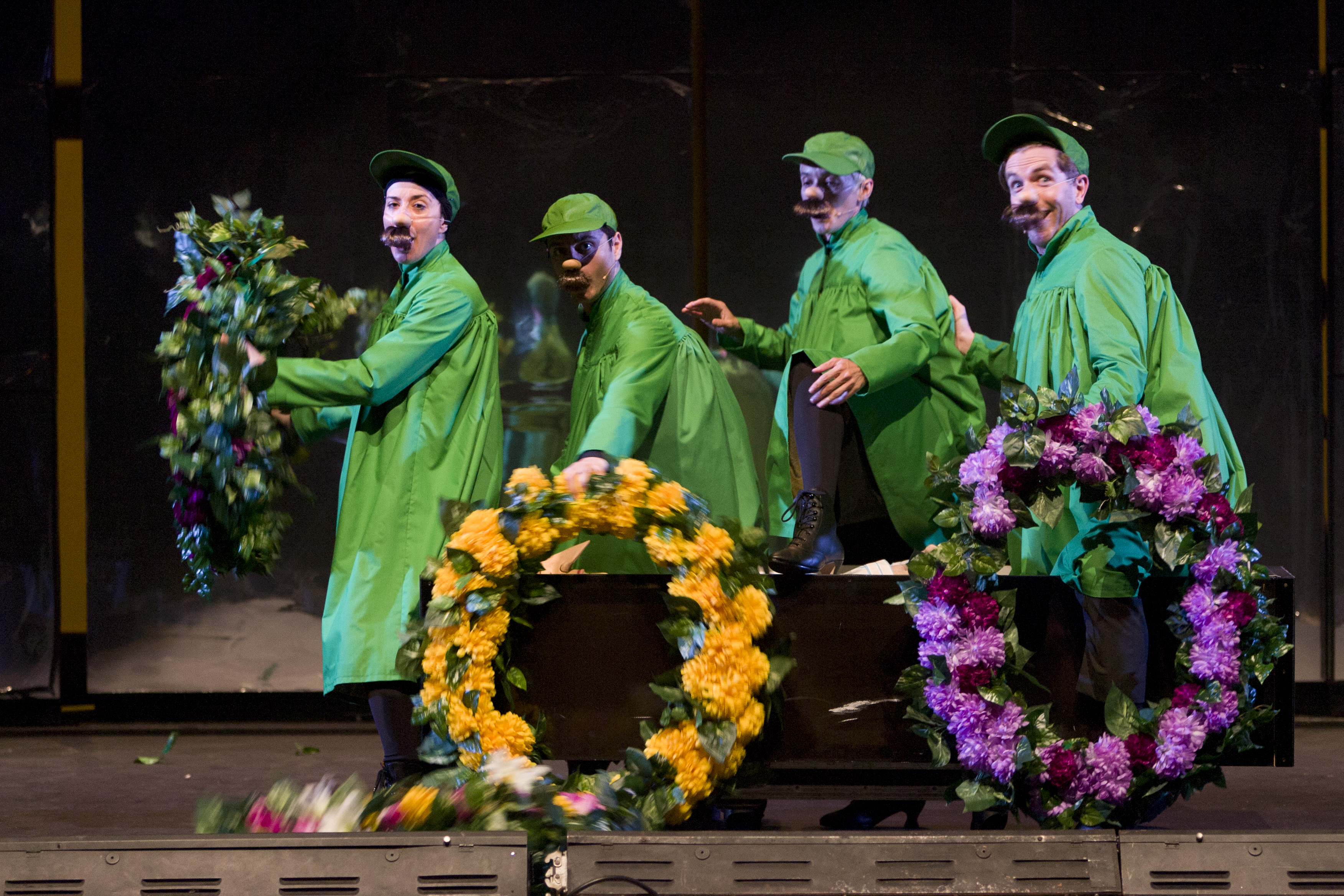
Representación de Persèfone por Els Comediants, en el Centro Dramático Nacional, en 2011.

También se ha propuesto agrupar a los autores nacidos, en general, en la década de 1950, y desvinculados ya del realismo y el simbolismo.

## Teatro de títeres
En el ámbito del teatro español contemporáneo resulta interesante reseñar el interés que los artistas más innovadores mostraron por el teatro de muñecos. Más allá de la supervivencia de compañías tradicionales en este género, como La Tía Norica de Cádiz o el Belem de Tirisiti de Alcoy, el teatro de títeres tuvo un desarrollo ya en la primera mitad del siglo XX que alcanzó inesperadas cotas artísticas e influyó en los planteamientos de otros espectáculos (danza y música, por ejemplo). Estudiados ya por Gordon Craig o Meyerhold, los títeres cobraron vida en manos de Valle-Inclán o García Lorca, del mismo modo que más allá de las fronteras lo habían hecho en las de Maeterlinck, Alfred Jarry o Ghelderode.
Desde las primeras experiencias de los modernistas catalanes en Els Quatre Gats, o las reinvenciones de Valle-Inclán, Falla y el propio Benavente, pasando por el "Teatro Guiñol" de las Misiones Pedagógicas, los títeres, que se popularizaron con el teatro independiente, evolucionaron a lo largo de la segunda mitad del siglo XX en diferentes ofertas dramáticas, a través de Festivales, muestras de teatro de calle y compañías especializadas como La Claca (1968-1988) y Els Comediants, en Cataluña, o La Tartana, en Madrid, o Etcétera, en Granada.